# Linia kolejowa Leipzig – Geithain
Linia kolejowa Leipzig – Geithain – niezelektryfikowana jednotorowa główna linia kolejowa w Niemczech, w kraju związkowym Saksonia. Biegnie od Lipska przez Bad Lausick do Geithain. Jest częścią połączenia z Lipska do Chemnitz.